# Karelia (kraina)

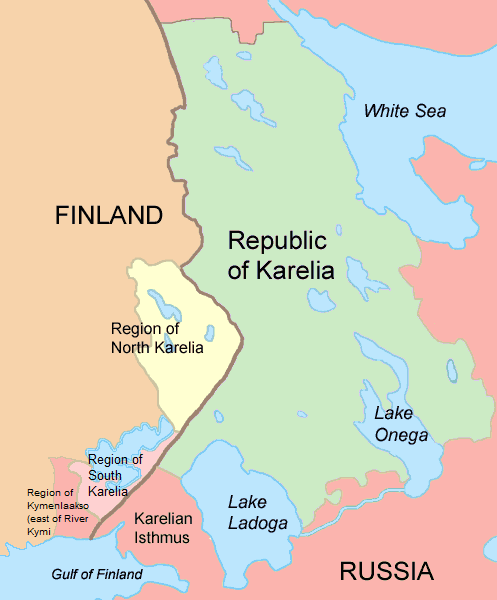
Mapa historycznej Karelii. Zieloną barwą zaznaczono rosyjską Republikę Karelii, zaś na żółto i beżowo – fragmenty krainy należące do Finlandii. Tzw. Przesmyk Karelski, na mapie oznaczony jako Karelian Isthmus, będący fragmentem historycznych ziem karelskich, nie wchodzi obecnie w skład tego kraju i jest częścią rosyjskiego obwodu leningradzkiego

Karelia (fin. Karjala) – kraina historyczna w północno-wschodniej Europie, rozciągająca się między morzami Bałtyckim i Białym, zamieszkiwana przez lud Karelów.

## Geografia
Obecnie historyczne ziemie Karelii w zdecydowanej większości wchodzą w skład Rosji, zaś pewne tereny znajdują się w granicach Finlandii.
Na historyczne ziemie Karelii składają się:
- Republika Karelii – zajmująca ponad 80% historycznego terytorium autonomiczna republika w składzie Federacji Rosyjskiej.
- Przesmyk Karelski – historycznie jedna z najważniejszych części kraju, na której kształtowała się państwowość i narodowość karelska, obecnie wchodząca w skład Rosji (obwód leningradzki).
- Fińska Karelia, obejmująca dwa rejony graniczne przyległe do rosyjskiej Karelii: Karelię Północną (w prowincji Finlandia Wschodnia) i Karelię Południową (w prowincji Finlandia Południowa).

### Republika Karelii
Główną część karelskich ziem zajmuje autonomiczna Republika Karelii, pozostająca w składzie Federacji Rosyjskiej. Jej powierzchnia to 180,5 tys., ludność liczy 703 080 osób (1 stycznia 2005), głównie Rosjan (76,6%) oraz Karelów (9,2%), a największymi miastami są Pietrozawodsk, Kondopoga, Siegieża i Kostomuksza.

### Przesmyk Karelski
Tzw. Przesmyk Karelski to wąski pas lądu pomiędzy Morzem Bałtyckim a jeziorem Ładoga, który zapewniał Karelii dostęp do Bałtyku. W początkach XVII w. po zajęciu tych ziem przez Szwecję jego karelscy mieszkańcy w większości opuścili kraj, osiedlając się w innych częściach Karelii i w Rosji, zaś Przesmyk został zasiedlony przez osadników fińskich; ci z kolei po zajęciu tych ziem przez Związek Radziecki w 1940 r. zostali wysiedleni i zastąpieni przez Rosjan, stanowiących obecnie zdecydowaną większość populacji. Obecnie tereny te wchodzą w skład rejonów: wyborskiego, prioziorskiego i częściowo wsiewołożskiego. Główne miasta: Wyborg, Prioziorsk.

### Fińska Karelia
Mianem fińskiej Karelii określa się pewne tereny, przyległe do rosyjskiej Karelii. Obszary te zawsze były przedmiotem rywalizacji pomiędzy Szwecją, władającą Finlandią a rządzącą zdecydowaną większością Karelii Rosją. Miejscowa ludność mówiąca  lokalnym dialektem pośrednim pomiędzy językiem fińskim a karelskim wyznawała częściowo prawosławie, a częściowo luteranizm, i to kwestia religijna była kryterium podziału niemal jednolitej kulturowo populacji na  Finów (luteran) i Karelów (prawosławnych).
Obecnie pewne fińskie ziemie położone w sąsiedztwie rosyjskiej Karelii, które historycznie przez pewien czas związane były z Karelią, zostały wyodrębnione w dwa rejony: Karelia Północna i Karelia Południowa, wchodzące w skład fińskich prowincji – odpowiednio jako Finlandia Wschodnia i Finlandia Południowa.
Ludność stanowią głównie Finowie, pewną grupę także Karelowie, zaś największymi miastami są  Lappeenranta i Joensuu.

## Ludność
Obecnie na historycznych karelskich ziemiach Karelowie stanowią niewielką mniejszość.

### Autonomiczna Karelia
W XX w. w rosyjskiej Karelii intensywne osadnictwo doprowadziło do tego, iż udział Karelów w populacji z roku na rok systematycznie spadał, czemu sprzyjały małżeństwa mieszane, z których dzieci uważały się zazwyczaj za Rosjan. W wyniku tego w ostatnich latach istnienia ZSRR Karelowie stanowili ok. 12% ludności Karelskiej ASRR. Po rozpadzie tego kraju kryzys gospodarczy spowodował emigrację ludności z Karelii, przy czym poziom emigracji wśród [Karelów, wyjeżdżających głównie do Finlandii był wyższy niż wśród Rosjan, i obecnie Karelowie stanowią tylko niewiele ponad 9% społeczności, przy czym ich osadnictwo skupione jest na obszarach wiejskich i rzadko zaludnionych, gdzie stanowią większość.

### Przesmyk Karelski
Większość ludności karelskiej opuściła tereny Przesmyku Karelskiego po przekazaniu tych ziem Szwecji w 1617, a osiedlili się na nim Finowie i – w mniejszym stopniu – Szwedzi.
W czasie II wojny światowej, po zajęciu tych ziem przez ZSRR w wyniku wojny zimowej (marzec 1940) zdecydowana większość dotychczasowej ludności opuściła swe domy i wyjechała do Finlandii. W ich miejsce przybyła pewna liczba osadników z ZSRR, głównie Rosjan. Nie zdążyli oni jednak zaludnić opuszczonych przez Finów ziem, gdyż już w 1941, w wyniku działań tzw. wojny kontynuacyjnej ziemie te ponownie zajęli Finowie, co umożliwiło powrót uchodźców (powróciło jednak tylko ok. 60% spośród tych, którzy wyjechali). Po II wojnie światowej Finowie ponownie zostali repatriowani, teren ten zaludnili Rosjanie.

### Fińska Karelia
Na obszarze fińskiej Karelii Karelowie nigdy nie byli narodowością dominującą liczebnie, a ich udział w populacji systematycznie spadał od XIX w. w wyniku przyjmowania fińskiej świadomości narodowej, czemu sprzyjały wyższy poziom fińskiej kultury oraz pokrewieństwo językowe i kulturowe obu narodów.

## Historia

### Prehistoria
Zasiedlanie obszaru dzisiejszej Karelii rozpoczęło się w IX-VIII tys. p.n.e. Głównymi zajęciami ówczesnych mieszkańców były myślistwo i rybołówstwo. Kultury tych ludów, których przynależność etniczna nie jest znana, pozostawiły po sobie zabytki, m.in. w postaci petroglifów. Od I tys. p.n.e. na terenach kraju rozpoczęto produkcję żelaza z lokalnych złóż. Obszary kraju zamieszkiwały wówczas plemiona ugrofińskie – przodkowie dzisiejszych Karelów (na większości terytorium), Wepsów (w pobliżu jezior Ładoga i Onega), oraz  Lapończyków (na północy). W początku II tys. p.n.e. część Karelów zasiedliła tereny położone w pobliżu Zatoki Botnickiej i Morza Białego.

### Średniowiecze

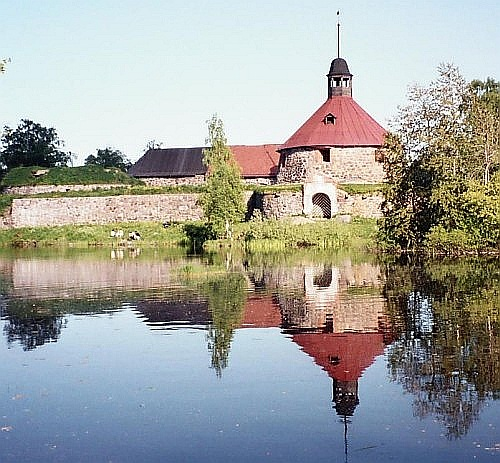
Zamek w Prioziorsku, dawniej Korieli – średniowiecznej stolicy Karelii. Obecnie miasto leży poza granicami kraju, ok. 20 km na południe, w obwodzie leningradzkim

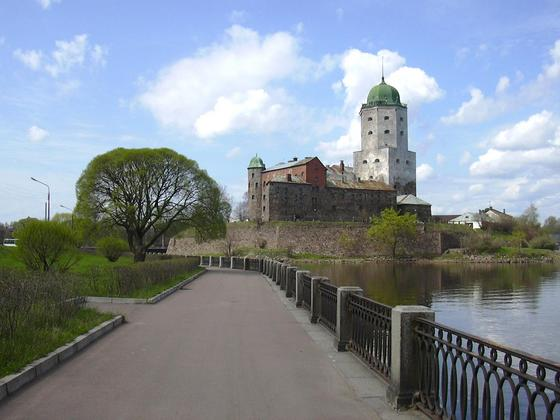
Zamek w Wyborgu, wybudowany przez Szwedów po założeniu miasta, mającego być bazą do dalszej ekspansji w Karelii (obecnie miasto nie wchodzi w skład Karelii, będąc częścią obwodu leningradzkiego).

W IX i X w. powstały na terenie Karelii pierwsze organizmy państwowe. Główny ośrodek gospodarczy i kulturalny kraju znajdował się nad jeziorem Ładoga, gdzie powstała stolica Karelii – Käkisalmi. W tym czasie nasiliły się wpływy kultury słowiańskiej i  nabrały one politycznego charakteru, gdyż Karelia weszła w strefę wpływów Rusi Kijowskiej. W okresie tym Karelowie utrzymywali ożywione kontakty handlowe nie tylko ze Słowianami, ale także z Normanami i Bułgarami Nadwołżańskimi. Po rozpadzie Rusi Kijowskiej w XII w. Karelia stała się częścią Republiki Nowogrodzkiej. Początkowo, do lat 70. XIII w. była to zależność o charakterze lennym, a w latach następnych kraj bezpośrednio wszedł w skład państwa nowogrodzkiego. W owym czasie nadal główną dzielnicę kraju, o największym zaludnieniu i najbardziej rozwiniętą gospodarczo stanowiła południowo-zachodnia część Karelii, dzisiaj w dużej mierze pozostająca poza granicami republiki, zaś centrum plemiennym (a potem administracyjnym) był gród Käkisalmi (obecnie jest to miasto Prioziorsk, w obwodzie leningradzkim).
W 1227 r. książę nowogrodzki, Włodzimierz Wsiewołodowicz schrystianizował Karelów, a wkrótce potem prawosławie przyjęli także Wepsowie.
Prawosławni mieszkańcy Karelii walczyli wspólnie z Nowogrodzianami przeciw niemieckim i szwedzkim próbom ekspansji w rejonie Morza Bałtyckiego. Mimo to w końcu XIII w. Szwedzi opanowali część ziem w południowo-zachodniej Karelii, w rejonie Przesmyku Karelskiego, gdzie w 1293 roku założyli twierdzę w Viipuri (Wyborg). Ten stan rzeczy został usankcjonowany przez pokój w Pähkinäsaari w 1323 r.
W okresie zależności Karelów od Nowogrodu społeczeństwo przeszło od opisywanej we wspólnym dla Finów i Karelów eposie Kalevala wspólnoty plemiennej o charakterze rodowym, do feudalizmu. W tym czasie także uformowała się ostatecznie narodowość karelska.

### Nowożytność

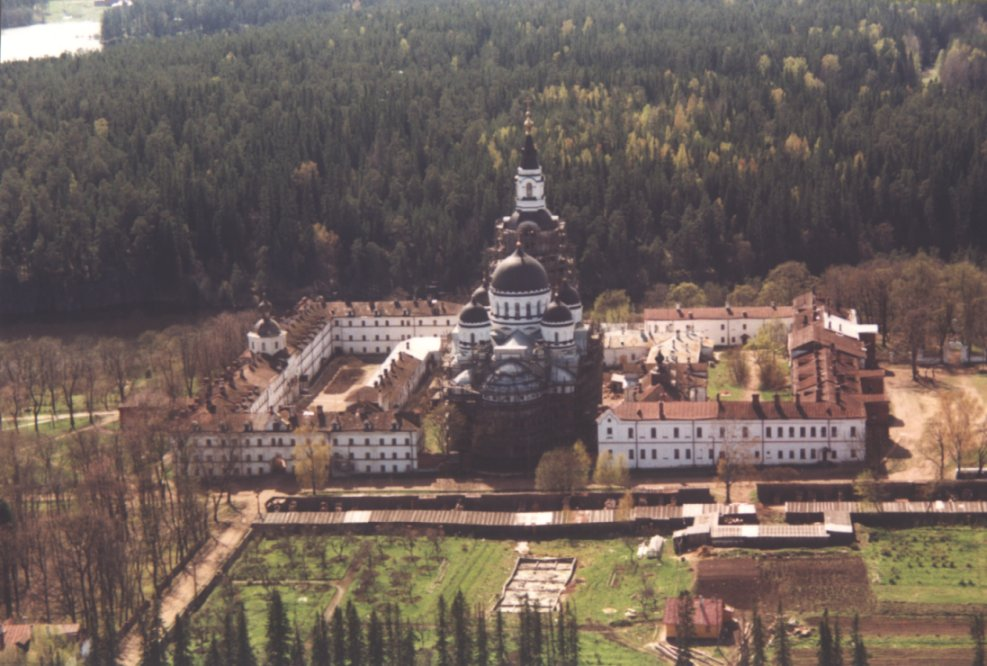
Monastyr na wyspie Walaam na jeziorze Ładoga – od XIV w. centrum karelskiego życia religijnego

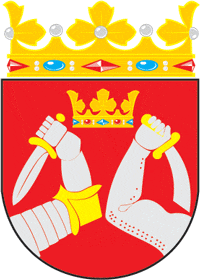
Dawne godło Karelii

W 1478 r. zdecydowana większość Karelii wraz z innymi ziemiami dotychczas wchodzącymi w skład Nowogrodu weszła w skład państwa rosyjskiego. Zachodnie tereny kraju nadal pozostawały w składzie szwedzkiej Finlandii.
W końcu XVI w. ponownie rozpoczęła się szwedzka ekspansja na ziemie rosyjskiej Karelii. W 1581 r. Szwedzi zdobyli Korielę i zajęli cały Przesmyk Karelski, a także inne obszary, na których pozostawali do roku 1595 r., kiedy to ziemie te odzyskała Rosja. Jednak już po 16 latach, w 1611 r. po sześciomiesięcznym oblężeniu twierdza Koriela padła ponownie.  W traktacie pokojowym z 1617 r. zwanym pokojem stołbowskim Rosja zmuszona była odstąpić Szwecji całość ziem Przesmyku Karelskiego a także inne obszary, co pociągnęło za sobą przesiedlenia dużej liczby Karelów na terytorium państwa rosyjskiego. Przesiedleńcy osiedlali się w rejonach przyległych do Karelii, lub w centralnej Rosji. Największa ich liczba (25 000-30 000osób) osiadła w rejonie Tweru, gdzie wykształciła się z nich grupa etniczna tzw. twerskich Karelów.
W 1649 r. założono nowe centrum administracyjno-handlowe Karelii – twierdzę Ołoniec, która zastąpiła znajdującą się w rękach szwedzkich Korielę (noszącą wówczas szwedzką nazwę Kexholm). W XVII w. nastąpił znaczny rozwój hutnictwa żelaza na terenie kraju.
W 1710 r. car Piotr I pokonał Szwedów w rejonie Przesmyku Karelskiego i zajął historyczne karelskie ziemie w tej części kraju, zaś na mocy traktatu pokojowego z Nystad w 1721 r. formalnie przyłączył do Imperium Rosyjskiegogo pozostającą dotychczas w rękach szwedzkich południowo-zachodnią Karelię.
W XVIII w. większość terytorium rosyjskiej Karelii wchodziła w skład najpierw guberni petersburskiej, następnie nowogrodzkiej, a od 1784 r. – guberni Ołonieckiej (z centrum w Pietrozawodsku). Pozostała część znajdowała się w składzie guberni wyborskiej i archangielskiej.
Po opanowaniu przez Rosję szwedzkiej Finlandii i utworzeniu w 1809 r. Wielkiego Księstwa Finlandii – autonomicznej prowincji Cesarstwa Rosyjskiego włączono w jego skład  tereny północnej części Przesmyku Karelskiego oraz pewne obszary Karelii położone na północ od niego, pozostające dotąd w bezpośredniej władzy Rosji. Ziemie te, od czasu exodusu Karelów z początku XVII w. zamieszkane były w większości przez Finów, osiadłych na częściowo wyludnionych terenach.
W wieku XIX zamieszkująca częściowo w fińskiej części Karelii ludność karelska uległa w dużej części wynarodowieniu pod wpływem wyżej rozwiniętej kultury fińskiej, zaś w rosyjskiej części coraz intensywniej osiedlali się Rosjanie. Odtąd drogi rozwoju obu części kraju całkowicie się rozeszły.

### XX wiek
Po I wojnie światowej, gdy Finlandia odzyskała niepodległość, przejęła granice po Wielkim Księstwie Finlandii. Spowodowało to, iż w pobliżu drugiego co do wielkości miasta ZSRR – Leningradu – znajdowała się granica państwowa. Związek Radziecki uznał ten fakt za potencjalne zagrożenie i w 1939 r. w ultymatywnej formie zażądał przekazania tych terenów, mając za nic jakiekolwiek zasady prawa międzynarodowego. Spodziewana odmowa miała bowiem stać się pretekstem do najazdu na Finlandię i w konsekwencji ustanowienia w tym kraju władzy komunistycznej i włączenia go w skład ZSRR.
Zgodnie z oczekiwaniami Finlandia odmówiła spełnienia radzieckich żądań i w wyniku tego 30 listopada 1939 ZSRR dokonał agresji na ten kraj, która rozpoczęła tzw. wojnę zimową. Nieudolność radzieckiego dowództwa spowodowała, iż mimo ogromnej przewagi liczebnej i technologicznej Armia Czerwona poniosła bardzo duże straty i dopiero po kilku miesiącach przełamała fiński pas umocnień zwany linią Mannerheima. Długotrwały opór uniemożliwił realizację planu podboju i sowietyzacji Finlandii, jednak traktat pokojowy – jakkolwiek utrzymywał niepodległość tego kraju – przekazywał ZSRR ok. 10% terytorium, w tym cały obszar Przesmyku Karelskiego oraz pewne ziemie w zachodniej Karelii.
Prawie cała ludność tego obszaru przeniosła się w nowe, okrojone granice Finlandii.

## Miasta

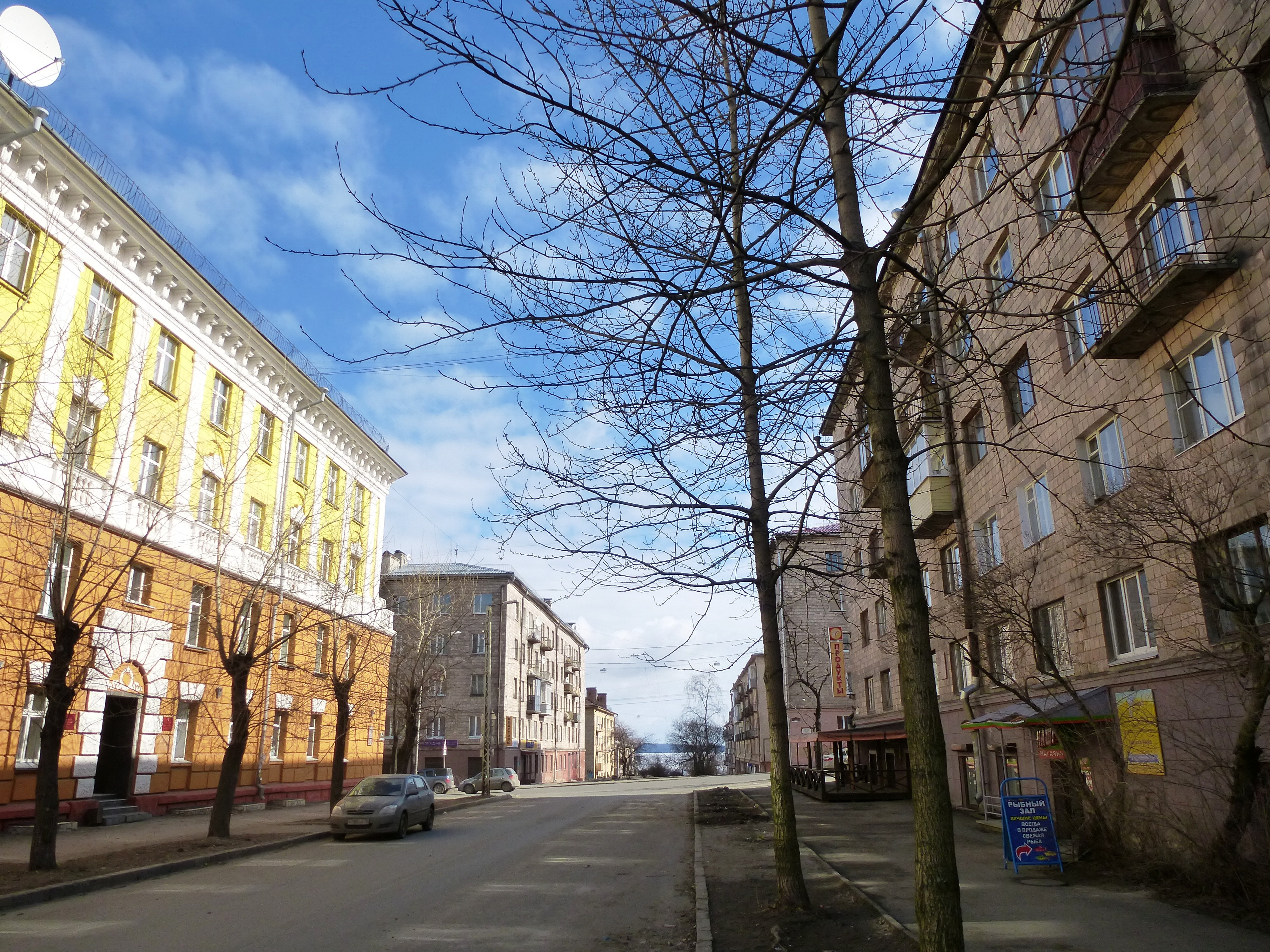
Pietrozawodsk

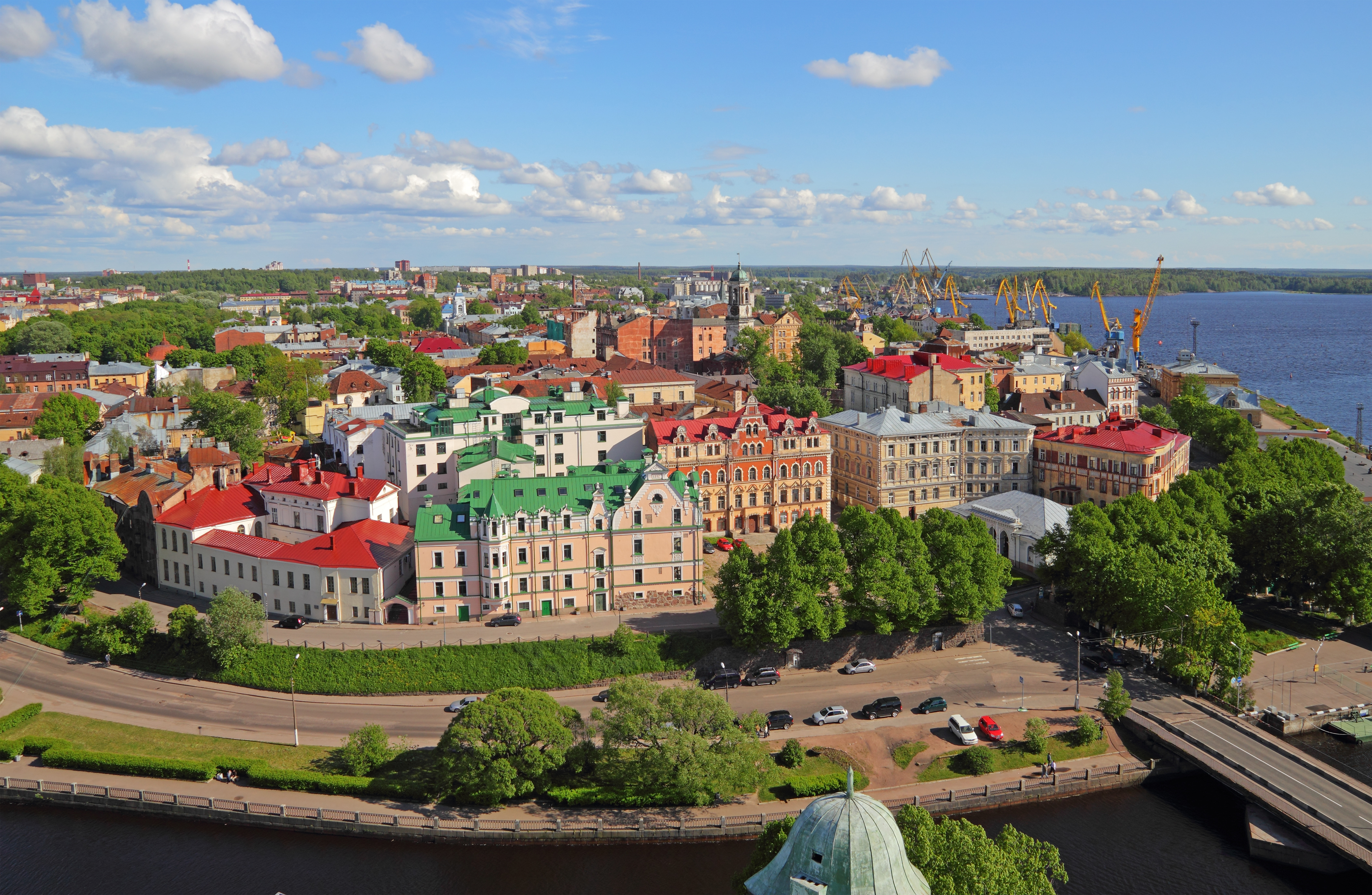
Wyborg

Wykaz najludniejszych miast na terenie historycznej Karelii:
|     | miasto        | populacja (2014) | państwo (2016) | region administracyjny (2016) | państwo (1930) |
| --- | ------------- | ---------------- | -------------- | ----------------------------- | -------------- |
| 1.  | Pietrozawodsk | 272 101          | Rosja          | Republika Karelii             |                |
| 2.  | Wyborg        | 80 265           | Rosja          | Obwód leningradzki            | Finlandia      |
| 3.  | Joensuu       | 75 024           | Finlandia      | Karelia Północna              | Finlandia      |
| 4.  | Lappeenranta  | 72 834           | Finlandia      | Karelia Południowa            | Finlandia      |
| 5.  | Kondopoga     | 31 646           | Rosja          | Republika Karelii             |                |
| 6.  | Kostomuksza   | 29 036           | Rosja          | Republika Karelii             |                |
| 7.  | Siegieża      | 28 117           | Rosja          | Republika Karelii             |                |
| 8.  | Imatra        | 28 074           | Finlandia      | Karelia Południowa            | Finlandia      |
| 9.  | Prioziersk    | 18 890           | Rosja          | Obwód leningradzki            | Finlandia      |
| 10. | Sortawała     | 18 857           | Rosja          | Republika Karelii             | Finlandia      |